# Cada Dia Mais Sujo e Agressivo
Cada Dia Mais Sujo e Agressivo (C.D.M.S.A.) é o terceiro álbum lançado pela banda Brasileira de Hardcore Punk Ratos de Porão, este álbum foi lançado em 1987 pelo selo da Cogumelo Records, pode-se dizer que esse album foi uma grande colaboração do Sepultura com o Ratos de Porão.

## Pre-produção
Alguns meses depois do lançamento do álbum Descanse em Paz, o R.D.P. já estava pensando em gravar um disco novo. Enquanto isso, o vocalista da banda João Gordo estava viajando para Belo Horizonte para assistir um show da turnê que o Venom e o Exciter estavam fazendo juntos. No dia em que Gordo chegou em BH, ele se deparou com uma entrevista do jornal Estado de Minas com a banda Sepultura e Max Cavalera (vocalista do Sepultura na época) dizia na entrevista que a melhor banda de metal do país era o Ratos de Porão. Então, já sabendo que o Sepultura seria a banda de abertura do show, João gordo correu para a sede da Cogumelo Records e pediu no número de telefone de Paulo Jr. (baixista do Sepultura) para ver se conseguia um ingresso grátis para o show. Depois do show do Sepultura, Venom e Exciter, Gordo e os mineiros do Sepultura decidiram ir para mais um show em Santa Isabel e já aproveitar para o João Gordo chamar o resto da banda dele para um show em BH. No show com o Sepultura a banda tocou pela primeira vez para uma plateia só de Headbangers e depois do grande show a banda e os mineiros começaram a ter um contato cada vez maior, e devido ao fato da banda já ter dois discos e ser famosa no cenário do metal nacional, não demorou muito até fecharem com a Cogumelo Records.

“Quando fui pra lá pra ver como seriam esses shows, calhou de ser na mesma semana do show do Venom e do Exciter, em 1986. E a banda de abertura era o Sepultura. No dia que eu cheguei em BH, eu dei de cara com uma matéria com o Sepultura no jornal Estado de Minas. Na matéria, o Max falava que a melhor banda do Brasil era o Ratos. Aí pensei: “se o cara da banda que vai abrir o show do Venom diz que a melhor banda do Brasil é a minha, vou colar nesse cara para assistir o show do Venom de graça”. Minha amiga me levou na loja da Cogumelo, fui lá pedir o telefone de alguém do Sepultura. E lá já pintou o Vladmir Korg  dizendo: “pô, o Gordo do Ratos de Porão! Me dá um autógrafo, cara!”. Eu disse: “que autógrafo o quê, cara? Vai tomar no seu cu! Não dou autógrafo, não.” (risos) Eu tinha uma visão do pessoal do metal daqui de São Paulo: era tudo playboy. Ainda mais para o nosso padrão punk da época. Tipo o Andreas (Kisser): de óculos espelhados, dirigindo um Escort, cabelão loiro… E eu achava que lá em BH os moleques seriam assim também.
Tamanho foi o meu choque quando cheguei na casa do Paulo (N.: Paulo Xisto, Sepultura) e vi aqueles moleques podres, todos rasgados, fedendo, de tênis furado, cheio de prego preso na roupa… E eles tiravam o maior som, era a maior sonzera."”

— João Gordo em uma entrevista para um fã

## Produção e Gravação
As músicas do Cada Dia Mais Sujo e Agressivo foram escritas e ensaiadas na casa de Jão e depois do preparo da banda foram todos para Belo Horizonte para gravar o disco. O álbum foi gravado em setembro de 1987 na J.G. Studios e teve o Sepultura assistindo eles durante e até ajudando eles na faixa número 5 (Morte e Desespero). A banda disse em entrevista que se sentiram inferiores quando viram que o Sepultura tocavam mais que eles, tanto que quando Jabá escutou o Andreas Kisser tocando ficou tão envergonhado que nem tocou a quinta faixa (que estavam gravando no dia). A banda não teve problemas com os produtores já que a Cogumelo diferente de muitas outras gravadoras que existiam na época sendo  especializada em metal. A capa do álbum foi feita por Jimmy Leroy e as artes promocionais foram feitas por Igor Cavalera (antigo baterista do Sepultura e irmão de Max Cavalera). Inclusive as artes promocionais desse álbum continham as primeiras imagens do rato que iria se tornar o mascote da banda. O álbum também foi o primeiro de quatro álbuns a ter versões em português e inglês.

## Faixas
| Lado A |                     |         |  |
| N.º    | Título              | Duração |  |
| 1.     | "Tattoo Maniax"     | 02:01   |  |
| 2.     | "Plano Furado"      | 02:15   |  |
| 3.     | "Ignorância"        | 02:33   |  |
| 4.     | "Crise Geral"       | 02:20   |  |
| 5.     | "Morte e Desespero" | 04:21   |  |

| Lado B         |                             |         |  |
| N.º            | Título                      | Duração |  |
| 1.             | "Pensamentos de Trincheira" | 03:25   |  |
| 2.             | "Peste Sexual"              | 01:27   |  |
| 3.             | "Sentir Ódio e Nada Mais"   | 03:06   |  |
| 4.             | "Assalto na Esquina"        | 00:13   |  |
| 5.             | "Não Há Outras Vidas"       | 03:47   |  |
| 6.             | "V.C.D.M.S.A."              | 00:47   |  |
| Duração total: | Duração total:              | 26:25   |  |

Versão em Inglês (Dirty and Aggressive)
| Lado A |                        |         |  |
| N.º    | Título                 | Duração |  |
| 1.     | "Tattoo Maniax"        | 02:01   |  |
| 2.     | "Ignorance"            | 02:33   |  |
| 3.     | "General Crisis"       | 02:20   |  |
| 4.     | "Death and Despair"    | 04:21   |  |
| 5.     | "Trench Hole Thoughts" | 03:25   |  |

| Lado B         |                                 |         |  |
| N.º            | Título                          | Duração |  |
| 1.             | "Sexual Plague"                 | 01:27   |  |
| 2.             | "To Feel Hate and Nothing Else" | 03:06   |  |
| 3.             | "Street Corner Mugging"         | 00:13   |  |
| 4.             | "There Are No Other Lives"      | 03:47   |  |
| 5.             | "L.E.D.D.M.A."                  | 00:47   |  |
| Duração total: | Duração total:                  | 24:10   |  |

(Plano furado foi a única track que ficou de fora da versão em Inglês)

## Integrantes da banda
- João Gordo - vocal
- Jão - Guitarra
- Jabá - baixo
- Spaghetti - bateria

### Trabalhos menores
- Max Cavalera - vocal de apoio (faixa 5)
- Gentil - vocal de apoio (faixa 5)
- Andreas Kisser - guitarra (faixa 5)
- Marcos Gauguin - gravação
- Fabiana Figueiredo - fotografia
- Rui Mendes - fotografia
- Jimmy Leroy- Capa do álbum
- Igor Cavalera - Capa de dentro e desenhos da partitura de letras